# The Walking Dead: World Beyond
The Walking Dead: World Beyond (título no Brasil: The Walking Dead: Um Novo Universo) é uma série de televisão limitada de drama e terror pós-apocalíptico norte-americana criada por Scott M. Gimple e Matthew Negrete que estreou na AMC em 4 de outubro de 2020. É uma série derivada de The Walking Dead, que é baseada na série de quadrinhos de mesmo nome de Robert Kirkman, Tony Moore e Charlie Adlard, e é a terceira série de televisão da franquia The Walking Dead. A primeira temporada consistiu em 10 episódios. A segunda e última temporada estreou em 3 de outubro de 2021 e também consiste em 10 episódios com o episódio final indo ao ar em 5 de dezembro de 2021. Matthew Negrete, que já escreveu para The Walking Dead, é o showrunner da série.
A série recebeu críticas mistas, com críticos elogiando as performances do elenco, mas criticando seu ritmo e por sua falta de formalidade percebida.

## Sinopse
A série, ambientada em Nebraska dez anos após o início do apocalipse zumbi, apresenta quatro protagonistas adolescentes e se concentra na "primeira geração do apocalipse como a conhecemos. Alguns se tornarão heróis. Alguns se tornarão vilões. No final, todos eles serão mudados para sempre. Adultos e cimentados em suas identidades, boas e más".

## Elenco e personagens

### Principais
- Aliyah Royale como Iris Bennett, uma inteligente estudante do ensino médio e aspirante a cientista.[7]
- Alexa Mansour como Hope Bennett, irmã adotiva, rebelde e intelectual de Iris.[8][7]
- Hal Cumpston como Silas Plaskett, um adolescente tímido que foi transferido para a Colônia do Campus após cometer um crime violento.[8][7]
- Nicolas Cantu como Elton Ortiz, um garoto analítico e intelectual de quinze anos.[8][7]
- Nico Tortorella como Felix Carlucci, chefe de segurança da Colônia do Campus, que foi expulso de casa por se declarar gay.[9]
- Annet Mahendru como Jennifer "Huck" Mallick, uma oficial de segurança da Colônia do Campus, que também é filha de Elizabeth.[7]
- Julia Ormond como Elizabeth Kublek, a tenente-coronel da República Cívica Militar (CRM).[10]
- Joe Holt como Leopold "Leo" Bennett, o pai adotivo de Iris e Hope, que é um cientista detido pelo CRM. (2ª temporada; recorrente na 1ª temporada)[11][3]
- Natalie Gold como Lyla Belshaw, uma cientista do CRM, que é uma das colegas de Leo Bennett. (2ª temporada; recorrente na 1ª temporada)
- Jelani Alladin como Will Campbell, um ex-oficial de segurança da Colônia do Campus, que é namorado de Felix. (2ª temporada; convidado na 1ª temporada)[3]
- Ted Sutherland como Percy, sobrinho de Tony, que é abandonado por sua mãe e deixado para Tony. (2ª temporada; recorrente na 1ª temporada)[10]
- Pollyanna McIntosh como Jadis / Anne, a subtenente do CRM que desapareceu junto com Rick Grimes no helicóptero do CRM em The Walking Dead. (2ª temporada)[12]

### Recorrentes
- Christina Marie Karis como Kari Bennett, a mãe adotiva de Iris e Hope, que foi morta por Amelia no início do apocalipse zumbi. (1ª temporada)
- Maximilian Osinski como Dennis, um soldado do CRM outrora dedicado e disciplinado que agora está tentando juntar os pedaços de sua vida. (2ª temporada)[13]
- Robert Palmer Watkins como Frank Newton, o tenente do CRM. (2ª temporada; convidado na 1ª temporada)[14]
- Gissette Valentin como Diane Pierce, uma inteligente e motivada cabo do CRM que comanda o respeito de alguém em uma posição de autoridade muito mais elevada. (2ª temporada)[15][16]
- Anna Khaja como Indira, a líder de um grupo de sobreviventes que leva Iris e Felix. (2ª temporada)
- Madelyn Kientz como Asha, a filha de Indira. (2ª temporada)

### Convidados
- Christina Brucato como Amelia Ortiz, a mãe grávida de Elton, que matou Kari no início do apocalipse zumbi e depois foi morta por Hope. (1ª temporada)
- Al Calderon como Barca, o sargento-major do CRM, que também é um dos guarda-costas de Elizabeth.[10]
- Scott Adsit como Tony Delmado, um mágico viajante de Las Vegas, que é tio de Percy. (1ª temporada)[10]
- Noah Emmerich como o Dr. Edwin Jenner, um virologista do CCD que já havia aparecido em "Wildfire" e "TS-19" da primeira temporada de The Walking Dead. (2ª temporada)

## Episódios
| Temporada | Temporada | Episódios | Episódios | Originalmente exibido | Originalmente exibido  |
| Temporada | Temporada | Episódios | Episódios | Estreia da temporada  | Final da temporada     |
| --------- | --------- | --------- | --------- | --------------------- | ---------------------- |
|           | 1         | 10        | 10        | 4 de outubro de 2020  | 29 de novembro de 2020 |
|           | 2         | 10        | 10        | 3 de outubro de 2021  | 5 de dezembro de 2021  |

### 1ª temporada (2020)
| N.º na série | N.º na temp. | Título                                                                | Dirigido por     | Escrito por                                       | Exibição original      | Audiência (milhões) |
| ------------ | ------------ | --------------------------------------------------------------------- | ---------------- | ------------------------------------------------- | ---------------------- | ------------------- |
| 1            | 1            | "Brave" "(Bravo)" (BR)                                                | Magnus Martens   | Scott M. Gimple & Matthew Negrete                 | 4 de outubro de 2020   | 1.60                |
| 2            | 2            | "The Blaze of Gory" "(A Chama de Gory)" (BR)                          | Magnus Martens   | Ben Sokolowski                                    | 11 de outubro de 2020  | 1.04                |
| 3            | 3            | "The Tyger and the Lamb" "(O Tigre e a Ovelha)" (BR)                  | Sharat Raju      | The Farahanis                                     | 18 de outubro de 2020  | 1.04                |
| 4            | 4            | "The Wrong End of a Telescope" "(O Fim Errado de Um Telescópio)" (BR) | Rachel Leiterman | Sinead Daly                                       | 25 de outubro de 2020  | 1.02                |
| 5            | 5            | "Madman Across the Water" "(O Louco do Outro Lado da Água)" (BR)      | Dan Liu          | Rohit Kumar                                       | 1 de novembro de 2020  | 0.74                |
| 6            | 6            | "Shadow Puppets" "(Bonecos de Sombra)" (BR)                           | Michael Cudlitz  | Maya Goldsmith                                    | 8 de novembro de 2020  | 0.73                |
| 7            | 7            | "Truth or Dare" "(Verdade ou Desafio)" (BR)                           | Michael Cudlitz  | Eddie Guzelian                                    | 15 de novembro de 2020 | 0.78                |
| 8            | 8            | "The Sky Is a Graveyard" "(O Céu é um Cemitério)" (BR)                | Loren Yaconelli  | Elizabeth Padden                                  | 22 de novembro de 2020 | 0.63                |
| 9            | 9            | "The Deepest Cut" "(O Corte mais Profundo)" (BR)                      | Sydney Freeland  | Maya Goldsmith & Ben Sokolowski                   | 29 de novembro de 2020 | 0.62                |
| 10           | 10           | "In This Life" "(Nesta Vida)" (BR)                                    | Magnus Martens   | Matthew Negrete & Maya Goldsmith & Ben Sokolowski | 29 de novembro de 2020 | 0.62                |

### 2ª temporada (2021)
| N.º na série | N.º na temp. | Título                                                                         | Dirigido por      | Escrito por                                     | Exibição original      | Audiência (milhões) |
| ------------ | ------------ | ------------------------------------------------------------------------------ | ----------------- | ----------------------------------------------- | ---------------------- | ------------------- |
| 11           | 1            | "Konsekans"                                                                    | Loren Yaconelli   | Matthew Negrete                                 | 3 de outubro de 2021   | 0.75                |
| 12           | 2            | "Foothold" "(Apoio para os Pés)" (BR)                                          | Loren Yaconelli   | Carson Moore                                    | 10 de outubro de 2021  | 0.81                |
| 13           | 3            | "Exit Wounds" "(Feridas de Saída)" (BR)                                        | Aisha Tyler       | Rayna McClendon                                 | 17 de outubro de 2021  | 0.67                |
| 14           | 4            | "Family Is a Four Letter Word" "(Família é Uma Palavra de Quatro Letras)" (BR) | Aisha Tyler       | Maya Goldsmith                                  | 24 de outubro de 2021  | 0.69                |
| 15           | 5            | "Quatervois" "(Encruzilhada)" (BR)                                             | Heather Cappiello | Ben Sokolowski                                  | 31 de outubro de 2021  | 0.51                |
| 16           | 6            | "Who Are You?" "(Quem é você?)" (BR)                                           | Heather Cappiello | Rohit Kumar                                     | 7 de novembro de 2021  | 0.43                |
| 17           | 7            | "Blood and Lies" "(Sangue e Mentiras)" (BR)                                    | Lily Mariye       | Sinead Daly                                     | 14 de novembro de 2021 | 0.49                |
| 18           | 8            | "Returning Point" "(Ponto de Retorno)" (BR)                                    | Lily Mariye       | Eddie Guzelian                                  | 21 de novembro de 2021 | 0.53                |
| 19           | 9            | "Death and the Dead" "(Morte e Os Mortos)" (BR)                                | Loren Yaconelli   | Erin Martin & Sam Reynolds                      | 28 de novembro de 2021 | 0.54                |
| 20           | 10           | "The Last Light" "(A Última Luz)" (BR)                                         | Loren Yaconelli   | Matthew Negrete & Maya Goldsmith & Carson Moore | 5 de dezembro de 2021  | 0.43                |

## Produção

### Desenvolvimento
Em julho de 2018, durante a San Diego Comic-Con, o produtor executivo Scott Gimple anunciou que um novo spin-off estava em andamento. Em abril de 2019, a AMC fez um pedido de dez episódios para a série. Em julho, a série recebeu o título provisório de Monument (Monumento, em tradução livre). Em 24 de novembro de 2019, Gimple revelou o título da série. Em janeiro de 2020, juntamente com o anúncio da data de estreia da série, a AMC confirmou que a série consistiria apenas em duas temporadas.

### Escolha de elenco
Em julho de 2019, Alexa Mansour, Nicolas Cantu e Hal Cumpston foram escolhidos como os principais papéis não revelados. No mesmo mês, Aliyah Royale e Annet Mahendru se juntaram ao elenco. No mês seguinte, Nico Tortorella. Julia Ormond foi anunciada como membro do elenco em novembro de 2019, no papel de Elizabeth Kublek, a "líder carismática de uma força grande, sofisticada e formidável".
Em agosto de 2019, Joe Holt foi escalado para um papel recorrente. Em novembro, Natalie Gold, Al Calderon, Scott Adsit e Ted Sutherland foram escalados como Lyla, Barca, Tony e Percy.
Em maio de 2021, Robert Palmer Watkins se juntou ao elenco em um papel recorrente na segunda temporada. Para a segunda temporada, Joe Holt, Jelani Alladin, Natalie Gold e Ted Sutherland foram promovidos a regulares da série.

### Filmagens
As filmagens da série começaram no final de julho de 2019 em Richmond, Virgínia, e foram até novembro de 2019. Jordan Vogt-Roberts foi originalmente anunciado para ser o diretor do episódio piloto. Vogt-Roberts foi substituído por Magnus Martens, que anteriormente dirigiu Fear the Walking Dead. A mudança de diretores foi resultado do mapeamento dos roteiristas sobre o resto da temporada e a produção teve que seguir uma direção diferente; Negrete disse que Vogt-Roberts contribuiu com ideias para o primeiro episódio. A série pretendia filmar um acidente de avião no estilo de Lost, com filmagens em Hopewell, Virgínia, durante as primeiras duas semanas de agosto.

## Lançamento

### Transmissão
A série foi originalmente programada para estrear em 12 de abril de 2020, na AMC, após o final da décima temporada de The Walking Dead. No entanto, em março de 2020, a AMC anunciou que a estreia foi adiada e, em vez disso, estrearia "no final deste ano". Em 24 de julho de 2020, foi anunciado que a série iria estrear em 4 de outubro de 2020. A última temporada estreou em 3 de outubro de 2021, e foi concluída em 5 de dezembro de 2021.
Fora dos Estados Unidos, a série é distribuída pela Amazon Prime Video e estreou em 2 de outubro de 2020.

### Marketing
O primeiro trailer foi lançado na New York Comic Con em 5 de outubro de 2019. Um segundo trailer foi lançado em 25 de novembro.

### Home media
A primeira temporada foi lançada em Blu-ray e DVD em 15 de junho de 2021.

## Recepção

### Resposta da crítica
| Temporada | Temporada | Crítica             | Crítica            |
| Temporada | Temporada | Rotten Tomatoes     | Metacritic         |
| --------- | --------- | ------------------- | ------------------ |
|           | 1         | 46% (24 avaliações) | 48 (10 avaliações) |
|           | 2         | – (4 avaliações)    | —                  |

A série foi recebida com uma recepção mista por parte da crítica.

#### 1ª temporada
No Rotten Tomatoes, a primeira temporada tem uma pontuação de 46% com uma classificação média de 4.90/10 com base em 24 críticos. O consenso crítico do site diz: "O forte desempenho de World Beyond e a nova perspectiva dentro do universo de The Walking Dead não são suficientes para fazê-lo se destacar em uma franquia cada vez mais lotada." No Metacritic, a primeira temporada tem uma pontuação de 48 em 100 com base em 10 críticos, indicada como "críticas mistas ou médias".
Daniel D'Addario da Variety deu uma crítica geralmente positiva e escreveu: "Esta não é uma série perfeita... E ainda há uma vontade de reinventar, de sondar genuinamente um canto do universo anteriormente intocado, que faz esta série parecer séria em suas intenções e, para os fãs da série anterior, vale a pena conferir". Em uma crítica mais negativa de Candice Frederick da TV Guide, ela deu uma avaliação de duas de cinco estrelas e escreveu: "World Beyond não oferece ao público ideias novas ou mesmo personagens fascinantes para torcer."

### Audiência
| Temporada | Horário (ET)     | Episódios | Primeira exibição    | Primeira exibição   | Última exibição        | Última exibição     | Méd. audiência (milhões) | Adultos de 18–49 anos (média) |      |
| Temporada | Horário (ET)     | Episódios | Data                 | Audiência (milhões) | Data                   | Audiência (milhões) | Méd. audiência (milhões) | Adultos de 18–49 anos (média) |      |
| --------- | ---------------- | --------- | -------------------- | ------------------- | ---------------------- | ------------------- | ------------------------ | ----------------------------- | ---- |
| 1         | Domingo 10:00 pm | 10        | 4 de outubro de 2020 | 1.60                | 29 de novembro de 2020 | 0.62                | 0.88                     | ASD                           | 0.24 |
| 2         | Domingo 10:00 pm | 10        | 3 de outubro de 2021 | 0.75                | 5 de dezembro de 2021  | 0.43                | 0.58                     | ASD                           | 0.12 |

| Temporada | Temporada | Ep. 1 | Ep. 2 | Ep. 3 | Ep. 4 | Ep. 5 | Ep. 6 | Ep. 7 | Ep. 8 | Ep. 9 | Ep. 10 | Audiência |
| --------- | --------- | ----- | ----- | ----- | ----- | ----- | ----- | ----- | ----- | ----- | ------ | --------- |
|           | 1         | 1.60  | 1.04  | 1.04  | 1.02  | 0.74  | 0.73  | 0.78  | 0.63  | 0.62  | 0.62   | 0.88      |
|           | 2         | 0.75  | 0.81  | 0.67  | 0.69  | 0.51  | 0.43  | 0.49  | 0.53  | 0.54  | 0.43   | 0.58      |